# Ratabulus ventralis
Ratabulus ventralis is een straalvinnige vissensoort uit de familie van de platkopvissen (Platycephalidae). De wetenschappelijke naam van de soort is voor het eerst geldig gepubliceerd in 2010 door Imamura & Gomon.